# گمینا سوبولو
گمینا سوبولو (به لهستانی:  Gmina Sobolew) یک گمینا در لهستان است که در شهرستان گاروولین واقع شده‌است. گمینا سوبولو ۹۴٫۸۳ کیلومتر مربع مساحت و ۸٬۳۱۲ نفر جمعیت دارد.